# Code talker
Code talkers (på dansk: kodetalere) var indfødte amerikanske (indianske) soldater, der sendte hemmelige beskeder over radio eller telefon ved at bruge koder baseret på deres indfødte sprog. Betegnelsen bruges hovedsageligt om navajo-talende i specielenheder under Stillehavskrigen i 2. verdenskrig. Andre sprog såsom choctaw og comanche blev også brugt fra og med 1. verdenskrig. Under 2. verdenskrig benyttede det amerikanske militær (især US Marines) for første gang navajo-talende.

## Navajo-koden
Navajo-koden bestod ikke blot af almindeligt talt navajo over radio. Kodetalerne udviklede flere bogstavsbyttende koder, hvor hvert bogstav i en engelsk besked blev ændret til et engelsk ord, der startede med dette bogstav, og derpå blev navajo-oversættelsen af dette ord sendt. På den måde kunne man om nødvendigt stave sig igennem alt, der kan udtrykkes på engelsk. For effektivitetens skyld blev en kodebog udviklet med mange relevante ord og koncepter. En kodetalers besked bestod således af almindeligt navajo-sprog, nogle kodeord (også på navajo, men med en specielt kodet betydning), og, om nødvendigt, nogle stavede engelske ord (med hvert bogstav repræsenteret af et forudvalgt navajo-ord). For en almindelig navajo-talende person ville hele "samtalen" have været temmelig uforståelig. Kodetalerne lærte alle variationerne udenad, og øvede sig i at bruge dem hurtigt i stressede situationer.

## Knækning af koden
Japanerne knækkede aldrig den talte kode, og højtstående militærofficerer har sagt, at USA aldrig ville have vundet slaget om Iwo Jima uden den hemmelighedsfuldhed, kodetalerne tillod. Kodetalerne blev først anerkendt da operationen blev deklassificeret i 1968. Indfødte amerikanske sprog blev valgt af flere årsager. Vigtigst var, at personer, der talte disse sprog, kun fandtes i USA. Desuden var sprogene stort set ukendte uden for USA.
Hitler kendte til brugen af kodetalere under 1. verdenskrig, og sendte før udbruddet af 2. verdenskrig en gruppe på ca. 30 antropologer til USA for at lære indfødte amerikanske sprog. Det viste sig dog at være for vanskeligt at lære alle de sprog og dialekter, der fandtes. På grund af de tyske forsøg på at lære sprogene blev kodetalere kun i begrænset grad brugt på den europæiske krigsskueplads.
Ud fra kryptografiske standarder er den talte Navajo-kode ikke særlig kompliceret. Den ville højst sandsynligt have været knækket, hvis en indfødt taler af sproget og trænede kryptografer effektivt havde arbejdet sammen. Det havde japanerne faktisk en mulighed for da de fangede Joe Kieyoomia i Filippinerne i 1942. Kieyoomia, en Navajo-sergent i den amerikanske hær, blev beordret til at oversætte radiobeskederne. Beskederne gav ingen mening for ham, og da han meddelte at han ikke forstod beskederne, blev han tortureret.
Et ukendt sprog er sværere at knække end en kode baseret på et kendt sprog. Der var begrænset skriftlig litteratur om de valgte sprog. De valgte sprog havde også meget begrænset skriftlig litteratur så det var vanskeligt for ikke-talende at efterforske. Desuden er mange grammatikalske strukturer i disse sprog meget anderledes fra hvad japanerne kunne forventes at kende til, hvilket gav endnu et lag af uforståelighed. Derudover var alfabetkoden tilføjet for at sørge for at tilfangetagelsen af indfødte talere af sproget, der ikke var trænede som kodetalere, ikke ville kompromitere beskederne.
Ved D-Dag, ved slaget om Normandiet var 14 personer fra comanche-stammen i arbejde. Den sidste comanche-kodetaler fra 2. verdenskrig, Charles Chibitty, døde i 2005.
Et lignende system hvor det britiske militær brugte det walisiske sprog var ikke særlig udbredt.
Filmen Windtalkers fra 2002 med Nicolas Cage, Adam Beach og Jason Isaacs i hovedrollerne var baseret på Navajo-kodetaler-operationen under 2. verdenskrig. Filmen er dog ikke helt historisk korrekt.